# Fabianki (województwo warmińsko-mazurskie)
Fabianki – opuszczona obecnie osada w Polsce położona w województwie warmińsko-mazurskim, w powiecie iławskim, w gminie Susz nad rzeką Liwą na obszarze Parku Krajobrazowego Pojezierza Iławskiego. W latach 1975–1998 miejscowość należała administracyjnie do województwa elbląskiego.
W latach 90. XX wieku mieszkało tu jeszcze 7 osób. 
Zobacz też: Fabianki